# Bettina Horst
Bettina Mariela Horst von Thadden (Santiago, 30 de mayo de 1971) es una economista chilena, máster en economía con mención en políticas públicas de la Pontificia Universidad Católica (PUC). Con una larga carrera como funcionaria pública, fue jefa del Área Monetaria del Departamento de Estudios del Banco Central. Ejerció como consejera del Sistema de Alta Dirección Pública en la Dirección Nacional del Servicio Civil, período 2016-2022.

## Biografía
Nació en Santiago en 1971 como hija de Heriberto Gustavo Mario Horst Pretzer y Reinhild von Thadden Graser.
Realizó estudios secundarios en el Colegio Alemán de Santiago, para luego ingresar a la carrera de ingeniería comercial en la Universidad Gabriela Mistral, y posteriormente obtener un magíster en economía con mención en políticas públicas de la Pontificia Universidad Católica.

### Carrera
Fue senior fellow en la Atlas Economic Research Foundation en Washington D. C. y, jefa del Área Monetaria del Departamento de Estudios del Banco Central de Chile entre 1995 y 2000. Así mismo, también fue miembro del Consejo Regional de la Región Metropolitana de Santiago durante el periodo 2005-2008.
Fue directora ejecutiva y, desde mayo de 2016 ejerce como consejera del sistema de Alta Dirección Pública. También integra el Consejo del Sistema de Empresas Públicas y es miembro de la mesa directiva de la Red Liberal de América Latina.
Fue investigadora, gerente general del Instituto Libertad y Desarrollo -un think tank cercano a la derecha política- y desde 2018, directora de Políticas Públicas del mismo. En junio de 2021 asumió como directora ejecutiva de la institución.
El 25 de enero de 2023 fue designada por el Senado como una de los integrantes de la Comisión Experta, la cual está encargada de redactar un anteproyecto de texto constitucional que será debatido por el Consejo Constitucional como parte del proceso constituyente.

## Vida personal
Está casada desde 1994 con el exdiputado y embajador de Chile ante la OEA Darío Paya, con quien tiene cuatro hijos.